# هوگو پیترس
هوگو پیترس (آلمانی: Hugo Peters؛ ‏ ۶ ژانویهٔ ۱۹۱۱ – ۸ ژانویهٔ ۲۰۰۵) معلم هنر، هنرمند و نویسنده آلمانی بود.
او تجربه گسترده خود را به عنوان یک معلم در دو نشریه آورده‌است:
- مقدمه ظریف طراحی Äugel.
- فضای خیالی.

در سال ۱۹۸۱ آکادمی دولتی هنرهای زیبا در اشتوتگارت او را به عنوان عضو افتخاری و در سال ۲۰۰۴ به عنوان سناتور افتخاری منصوب کرد.